# Enrico Reggiani
Enrico Reggiani (Milano, 1909 – Quota 163,1 di Tscheboratewskj, 21 agosto 1942) è stato un militare italiano insignito della medaglia d'oro al valor militare alla memoria nel corso della seconda guerra mondiale.

## Biografia
Nacque a Milano nel 1909.  Studente nel Politecnico di Milano, nel luglio 1931 venne arruolato nel Regio Esercito ed ammesso a frequentare la Scuola allievi ufficiali di complemento di Lucca e nel dicembre dell'anno successivo fu promosso sottotenente dell'arma di artiglieria assegnato al Reggimento artiglieria a cavallo. Posto in congedo nel 1933 conseguì la laurea in ingegneria, ed iniziò a lavorare presso la Società Italiana Spiriti di Roma dove rimase sino al 20 dicembre 1940 quando fu richiamato in servizio attivo. Rientrato al suo reggimento ed assegnato al III Gruppo di batterie a cavallo del 2º Reggimento artiglieria celere, partecipò, dall'11 aprile 1941, alle operazioni contro i guerriglieri nel territorio jugoslavo occupato, da Susak alla Bosnia. Rientrato in Italia con il suo reparto il 15 luglio 1941 e ricostituito il reggimento artiglieria a cavallo partì subito dopo per l'Unione Sovietica al seguito della 3ª Divisione celere "Principe Amedeo Duca d'Aosta" inquadrata nel CSIR, partecipando da subito alle operazioni belliche sul fronte orientale. Cadde in combattimento a Tscheboratewskj il 21 agosto 1942, e fu insignito della medaglia d'oro al valor militare alla memoria. Pochi giorni prima della sua morte era stato promosso tenente con anzianità 21 giugno 1941.